# Війна за незалежність Мозамбіку
Війна за незалежність Мозамбіку — збройний конфлікт між партизанськими силами Фронту визволення Мозамбіку, або ФРЕЛІМО (порт. Frente de Libertação de Moçambique), та Португалією. Війна офіційно розпочалася 25 вересня 1964 року і закінчилася припиненням вогню 8 вересня 1974 року, внаслідок чого 1975 року була досягнута незалежність Мозамбіку.
Війни Португалії на її 400-річних африканських володіннях проти партизанів, які прагнули незалежності, розпочалися 1961 року з Анголи. У Мозамбіку конфлікт вибухнув у 1964 році внаслідок незадоволення і розчарувань серед багатьох корінних мешканців Мозамбіку, які вважали закордонну владу джерелом експлуатації та жорстокого поводження, зацікавленим лише в подальшому розвитку португальських економічних інтересів у регіоні. Багатьох мозамбікців також обурювала політика Португалії щодо корінних жителів, що призвело до дискримінації традиційного способу життя, який ускладнився для багатьох африканців, і обмеженого доступу до португальської освіти та кваліфікованої зайнятості.
Коли після Другої світової війни успішні рухи самовизначення поширилися по всій Африці, у багатьох мозамбікців зросли націоналістичні настрої: їх дедалі більше турбувало підпорядкування нації закордонному пануванню. З іншого боку, багато культурних корінних африканців, які були повністю інтегровані в соціальну організацію португальського Мозамбіку, зокрема, з міських центрів, реагували на претензії на незалежність із підозрою. Етнічні португальські території, до складу яких входила більшість органів влади, відповіли посиленням військової присутності та швидкими проєктами розвитку.
Масове заслання політичної інтелігенції Мозамбіку до сусідніх країн забезпечило притулки, з яких радикальні мозамбікці могли планувати дії та розбудовувати політичні заворушення на батьківщині. Створення мозамбіцької партизанської організації FRELIMO та підтримка Радянського Союзу, Китаю, Куби, Югославії, Болгарії, Танзанії, Замбії, Єгипту, Алжиру та режиму Каддафі в Лівії за допомогою зброї та радників призвели до спалаху насильства, яке мало бути тривати понад десятиліття.
З військової точки зору, португальська регулярна армія перемогла під час конфлікту проти партизанських військ FRELIMO. Утім, Мозамбіку вдалося досягти незалежності 25 червня 1975 року, після громадянського опору, відомого як «Революція гвоздик», підкріпленого частинами військових у Португалії, було скинуто режим Салазара, що завершило 470 років португальського колоніального правління в регіоні Східної Африки.
На думку істориків Революції, військовий переворот у Португалії частково був підживлений протестами щодо поведінки португальських військ щодо їх поводження з деяким корінним населенням Мозамбіка. Зростання впливу комуністів всередині групи португальських повстанців, які очолили військовий переворот, і тиск міжнародної спільноти стосовно португальської колоніальної війни були головними причинами цього результату.

## Фон

### Колоніальне правління Португалії
Мисливці на Сан та збирачі, предки народів Хойсані, були першими відомими мешканцями регіону, який зараз є Мозамбіком, за ним у I та IV століттях переважали народи, які переважали Банту, які мігрували туди через річку Замбезі. У 1498 році португальські дослідники висадилися на узбережжі Мозамбіку. Вплив Португалії у Східній Африці зростав протягом XVI століття; вона створила кілька колоній, відомих спільно як Східна Африка Португалії. Рабство і золото стали прибутковими для європейців; вплив значною мірою здійснювався через окремих поселенців і не було централізованої адміністрації.

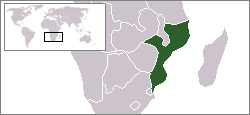
Розташування Мозамбіку на півдні Африки

До XIX століття африканський колоніалізм в Африці досяг свого розквіту. Втративши контроль над величезною територією Бразилії в Південній Америці, португальці почали орієнтуватися на розширення своїх африканських форпостів. Це привело їх до прямого конфлікту з англійцями. З того моменту, як Девід Лівінгстон повернувся до району в 1858 р., намагаючись сприяти торгівлі шляхами, британський інтерес до Мозамбіку підвищився, настороживши португальський уряд. Протягом XIX століття велика частина Східної Африки все ще перебувала під контролем Британії, і щоб полегшити це, Британія вимагала декількох поступок від португальської колонії.